# L'Île de l'Oubli
L'Île de l'Oubli (titre original : The Isle of the Lost) est un roman de l'auteure américaine Melissa de la Cruz, édité en 2015 par Hyperion.
C'est une préquelle du téléfilm Descendants, diffusé sur Disney Channel. Il se déroule donc avant le début du téléfilm et raconte comment les méchants ont été envoyés sur l'île et surtout comment certains ont été ressuscités et permet de mieux faire connaissance avec leurs enfants et de découvrir l'île de l'Oubli. 
Une suite intitulée Retour sur l'île de l'Oubli a été publiée en 2016, elle se déroule cette fois après le téléfilm et avant sa suite, Descendants 2, prévue pour 2017.

## Résumé
Il y a vingt ans, La Bête, devenu Roi, décide de réunir tout le royaume enchanté et de former les États-Unis d'Auradon. Il décide aussi de bannir tous les méchants, leurs acolytes et leurs familles du royaume et de les envoyer sur une île sans magie et dont il est impossible de sortir : l'île de l'Oubli. 
La vie sur l'île est sinistre et monotone. C’est un endroit sale, qu’on laisse pourrir et oublié du reste du monde. Cependant, dans les profondeurs de la mystérieuse « Forteresse Interdite », un œil de Dragon est caché et serait la clé de leur liberté. Cela ne va pas échapper à Mal, la fille de Maléfique ; Evie, la fille de la Méchante Reine ; Jay, le fils de Jafar et Carlos, le fils de Cruella d'Enfer.